# Direttiva relativa alla tutela giuridica delle banche di dati
La Direttiva 96/9/CE relativa alla tutela giuridica delle banche di dati è una direttiva dell'Unione Europea approvata l'11 marzo 1996, che riguarda la protezione accordata alle banche dati. Tale testo di legge infatti si occupa di introdurre nelle normative degli Stati membri una tutela minima accordata al costitutore della banca dati, in quanto risultato di un suo «investimento rilevante sotto il profilo qualitativo o quantitativo».
Al costitutore viene accordato il diritto esclusivo di eseguire o autorizzare la riproduzione (permanente o temporanea, totale o parziale, con qualsiasi mezzo e in qualsivoglia forma), la traduzione, l'adattamento, la comunicazione e la distribuzione presso il pubblico dell'originale o di copie della banca di dati. Ha inoltre il diritto di «vietare operazioni di estrazione e/o reimpiego della totalità o di una parte sostanziale del contenuto della stessa, valutata in termini qualitativi o quantitativi»,
In Italia la direttiva è stata recepita nel 1999 con il decreto legislativo 169/99.